# Оскар Багуї
Оскар Багуї (ісп. Óscar Bagüí, нар. 10 грудня 1982, Борбон) — еквадорський футболіст, захисник. Виступав за національну збірну Еквадору.

## Клубна кар'єра
У дорослому футболі дебютував 2001 року виступами за команду клубу «Ольмедо», в якій провів сім сезонів, взявши участь у 176 матчах чемпіонату.  Більшість часу, проведеного у складі «Ольмедо», був основним гравцем захисту команди.
Своєю грою за цю команду привернув увагу представників тренерського штабу клубу «Барселона» (Гуаякіль), до складу якого приєднався 2008 року. Відіграв за  гуаякільську команду наступні два сезони своєї ігрової кар'єри. Граючи у складі гуаякільської «Барселони» також здебільшого виходив на поле в основному складі команди.
Протягом 2010 року захищав кольори команди клубу «Універсідад Католіка» (Кіто).
До складу «Емелека» приєднався 2011 року. Відтоді встиг відіграти за гуаякільську команду понад 200 матчів у національному чемпіонаті.

## Виступи за збірну
2005 року дебютував в офіційних матчах у складі національної збірної Еквадору. Наразі провів у формі головної команди країни 21 матч.
У складі збірної був учасником розіграшу Кубка Америки 2007 року у Венесуелі.